# Купен Купенов
Купен Купенов е български политик. Кмет на Стара Загора между 16 юни 1986 и 8 март 1988 г.